# Volkswagen Golf Mk4
Lansat în 1997, Volkswagen Golf IV (sau Volkswagen Golf MK4) a fost cea mai bine vândută mașină în Europa în anul 2001 (deși a ajuns pe locul al doilea, în spatele Peugeot 206, în 2002). Golf MK4 era mai modern și mai bine dotat decât versiunile precedente Mk1, Mk2 și Mk3. Cumpărătorii au avut la dispoziție o gamă largă de caroserii tip cabrio, tip universal, tip special R32 și altele. În total au fost fabricate 4.300.000 unități.
Volkswagen Golf IV a fost înlocuit în 2004 cu Volkswagen Golf V pe piața europeană, dar a continuat să fie fabricat în America de Sud, Mexic și China.

## Tipul cabriolet

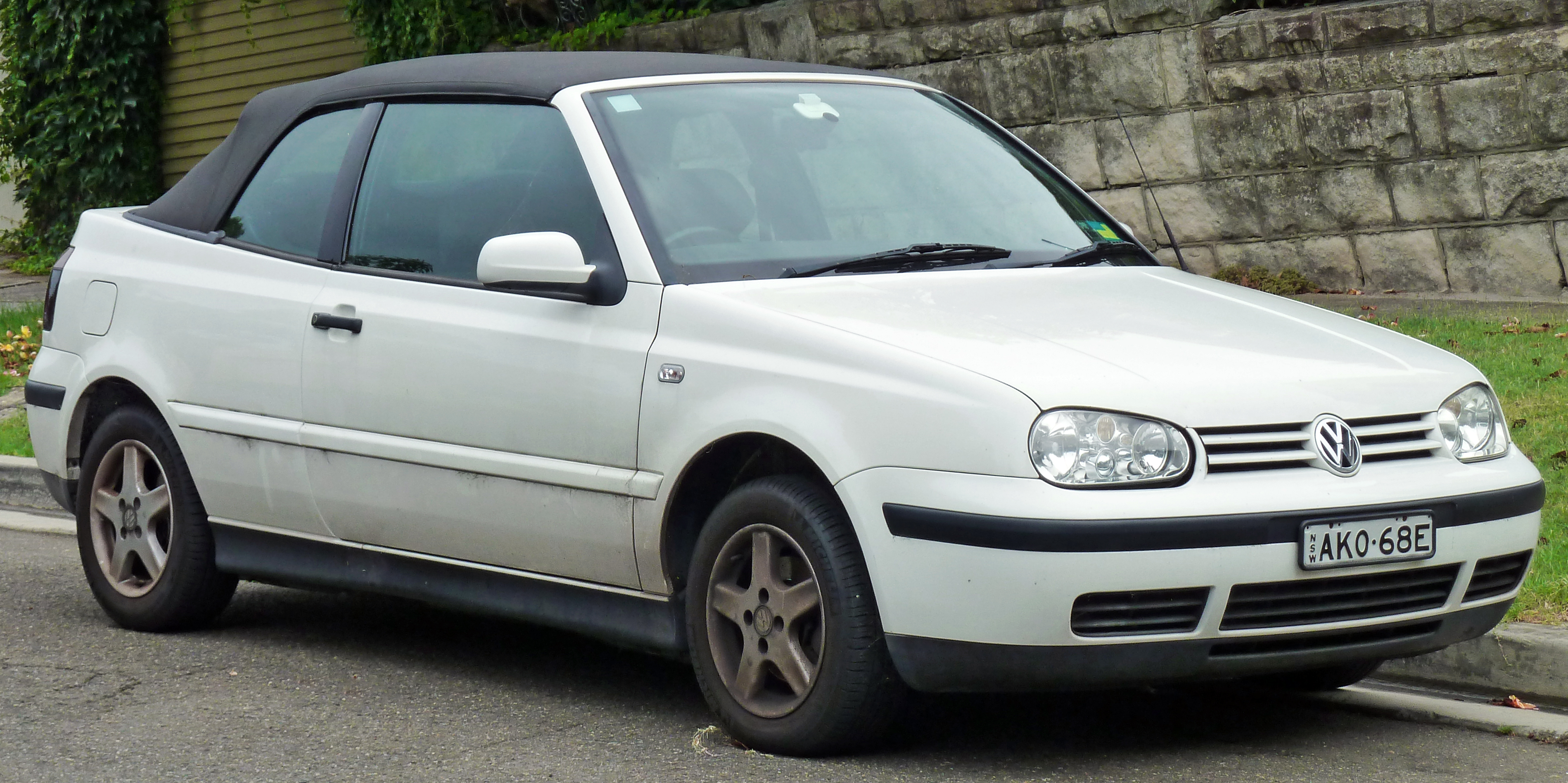
2000–2003 Golf Cabrio în Australia

În lume în total au fost produse 300.000 unități. Ca și în Golf Mk2, Volkswagen nu a făcut o versiune decapotabilă a modelului Golf MK4. În schimb, firma a înlocuit barele din față și spoilerul spate de la Golf MK3 și au instalat farurile și grila de la Golf MK4 pentru a se potrivi. Acest lucru a fost făcut pentru a da mașinii stilul frontal de hatchback Golf MK4. Din spatele plăcilor, numărul său s-a mutat în bara de protecție și un logo VW mai mare a fost încorporat în mâner de MK4 hatchback tipic. Interiorul a fost îmbunătățit. Cele mai multe decapotabile sunt în Australia (150.000 de autovehicule). Există și motoare de 2.0 l pe benzină.

## Piețe

### Golf american și canadian

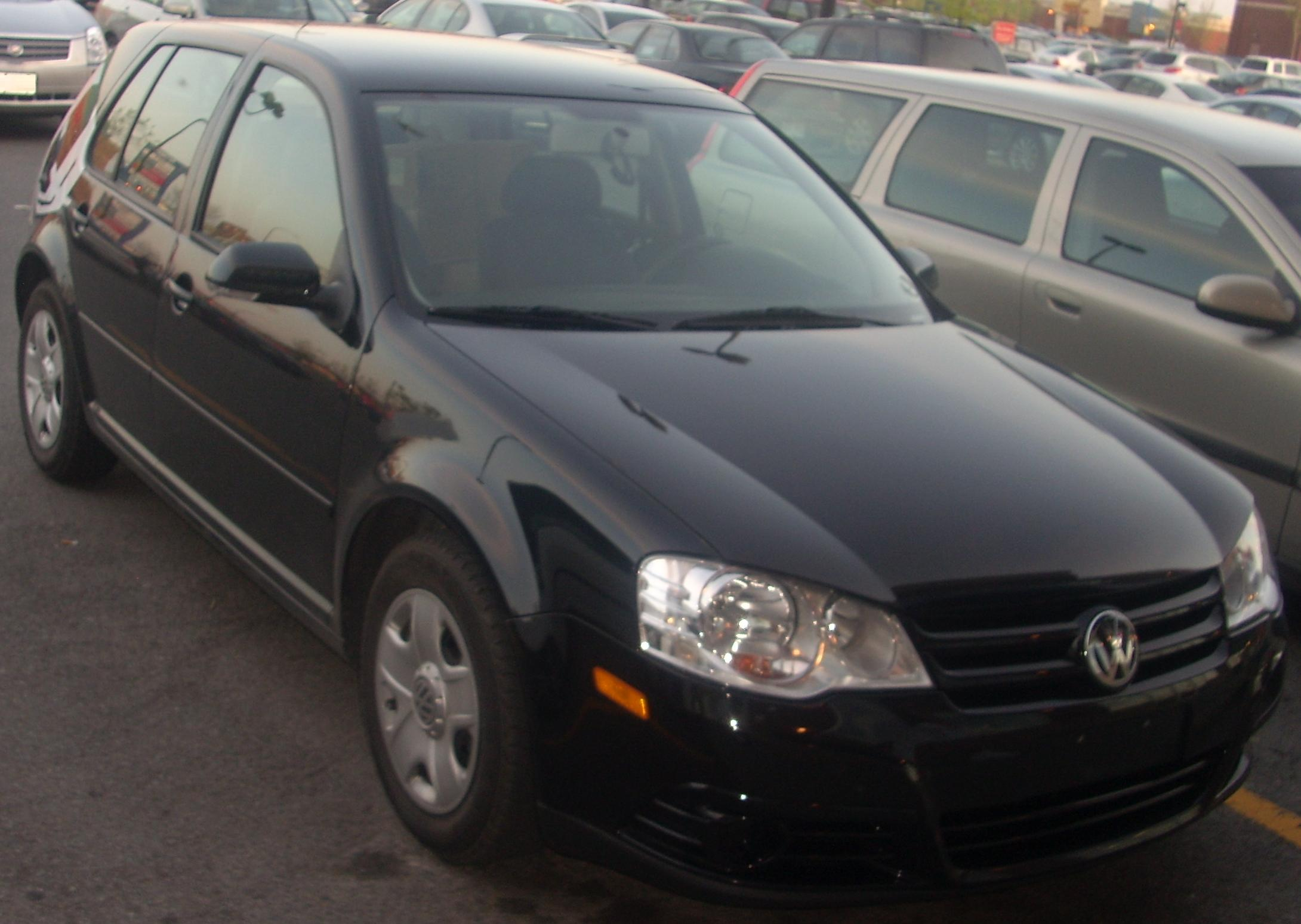
Golf canadian

Golful american a fost o versiune specială de Golf GTI, pentru piața americană, pentru a comemora model de primul Golf, lansat în 1976. La momentul lansării sale, nu a fost confirmat dacă Volkswagen a fost de gând să vândă acest model ediție specială în SUA. Un an mai târziu, o versiune echipată similar a GTI, numit GTI Edition 337, a fost prezentată oficial la Salonul Auto de la New York și a fost pus pe piață începând cu anul 2002 pe piețele din SUA și Canada.Prețul autovehiculului 337 GTI a fost de 22.225 dolari în SUA și 32.900 dolari canadieni. Doar 1.500 de unități au fost produse pentru piața din SUA, cu o suplimentare de 250 pentru piața canadiană. Acest model a venit pictat exclusiv în Reflex Silver metalic. Modelul european a avut 3 opțiuni de vopsea de culoare: Tornado Red, Reflex Silver și Black Magic Pearl.

### Golf chinez și sud-american (brazilian)

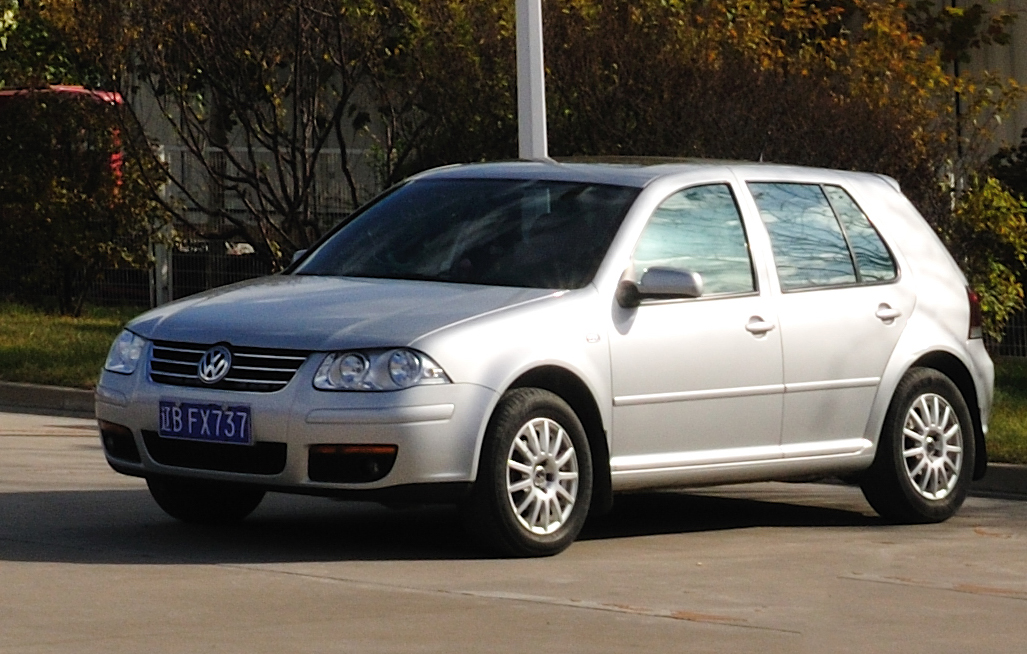
Golf chinezesc

În China, a fost lansată o nouă versiune de Golf IV, cu fața  FAW-VW  cu numele de Bora facelift. La Expoziția Internațională de Automobile din Beijing în 2006. Acesta este numit Bora SA pentru completarea în gamă de Bora Mk IV. Până în anul 2009 a fost fabricat Bora IV(tip Chinezesc).Golf MK4, de asemenea, continuă să fie vândute în țări precum Brazilia, Chile și Argentina. Cu toate acestea, în Argentina gama este disponibil cu un motor de 1.6 L cu patru cilindri pe benzină, de 2.0 L benzina cu patru trepte , o unitate de 1.8 L turbo pe benzină, sau cu un motor de 1,9 litri turbo diesel. În Chile este vândut, cu o gamă 1.6 - 2.0 L benzină. De asemenea, Turbo 1.8 versiune este disponibilă. Toate acestea autovehicule sunt fabricate în Brazilia. În Brazilia, Golf MK4 are un motor de 1,6 VTFU (cu sistem de Volkswagen Totalflex care acceptă atât benzina sau alcool), și un motor de 2.0 litri (motor de 1,8 turbo care fost întrerupt fabricarea sa în 2009), și vine în două niveluri de echipare: Modelul de bază Sportline cu motor de 1.6, iar versiunea 2.0 cu Tiptronic cu 6 trepte. În America de Sud au fost fabricate în total 1.000.400. de autovehicule.

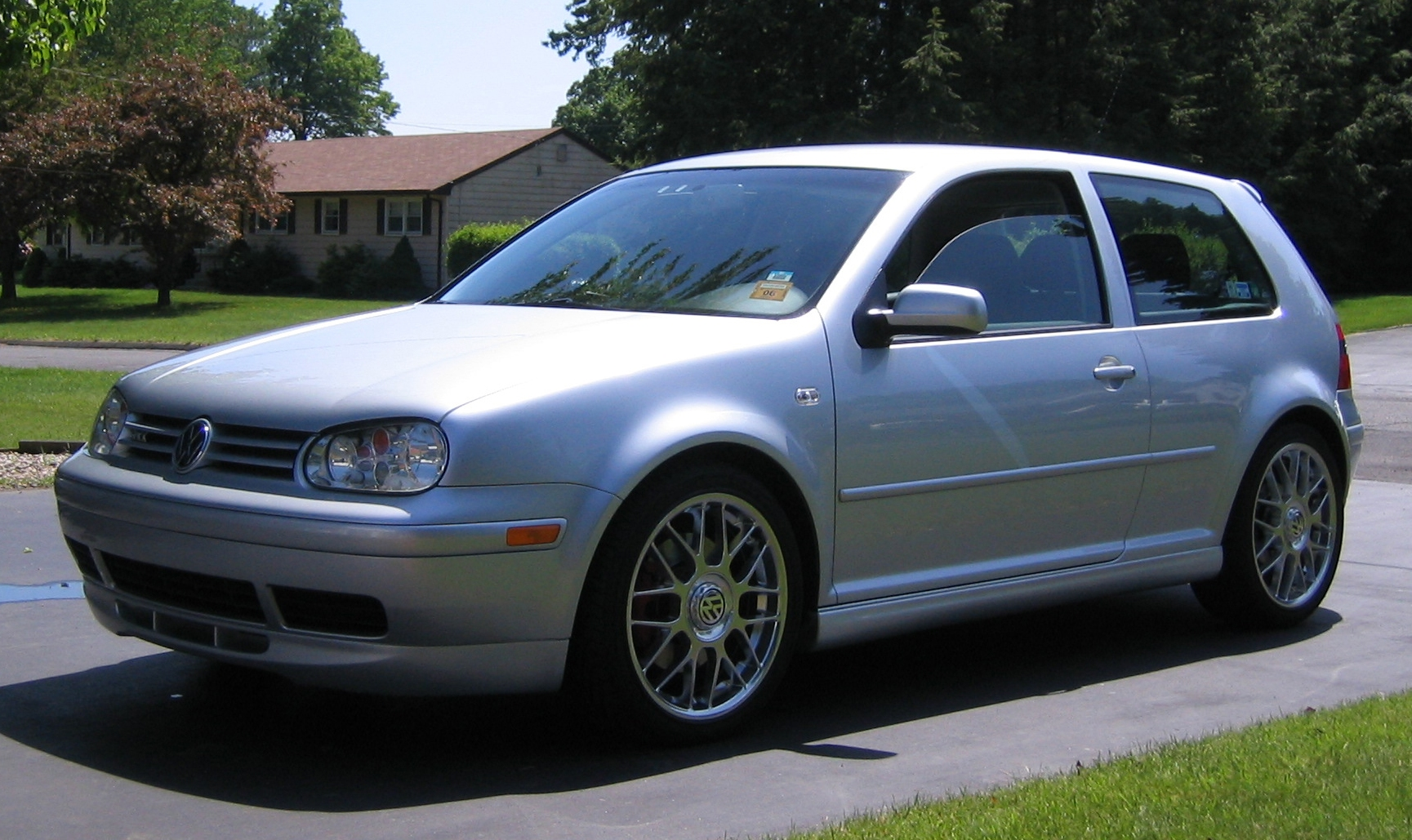
Golf 4 de tip american

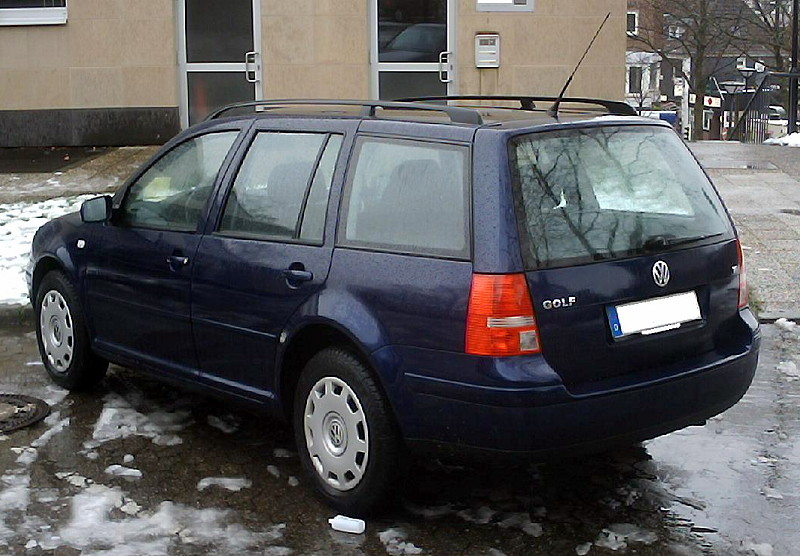
Golf 4 de tip universal